# Caracar
Caracar (t. Krapinec; bułg. Царацар, Крапинец) – rzeka w północno-wschodniej Bułgarii (Dobrudży), prawy dopływ Dunaju. Długość - 108 km, powierzchnia zlewni - 1.062 km², średni przepływ - 0,063 m³/s (we wsi Goljam Porowec w środkowym biegu). 
Caracar powstaje z połączenia rzek Karapancza, Wojna i Czajrłyk koło wsi Małyk Porowec. Rzeki te mają źródła na Wzgórzach Samuiłowskich w południowo-zachodniej części Płaskowyżu Dobrudży. Caracar płynie na północ przez Nizinę Naddunajską i uchodzi do Dunaju kilka km na zachód od Tutrakanu. 
Przeciętne stany wody Caracaru są bardzo niskie. Woda pojawia się w rzece tylko po większych deszczach i w okresie topnienia śniegów, a i wtedy rzadko dociera do ujścia.